# Urocitellus elegans
Urocitellus elegans är en däggdjursart som beskrevs av Robert Kennicott 1863. Den ingår i släktet Urocitellus och familjen ekorrar.

## Taxonomi
Arten har tidigare räknats till släktet sislar (Spermophilus), men DNA-analys har visat att denna och vissa närstående arter är parafyletiska med avseende på präriehundar, släktet Ammospermophilus och murmeldjur, varför de har förts till det egna släktet Urocitellus.

## Underarter
Catalogue of Life listar följande tre underarter:
- Urocitellus elegans elegans
- Urocitellus elegans aureus
- Urocitellus elegans nevadensis

## Beskrivning
Pälsen är brun på ovansidan med en inblandning av grått på skuldror, nacke och huvud. Sidor och mage är gulaktiga. Pälsen är fri från ränder och andra markeringar, men arten har en vit ring kring vardera ögat. Längden varierar från drygt 25 till 38 cm, med en 6 till 8 cm lång svans. Vikten varierar från 255 till 397 g.

## Ekologi
Arten förekommer i kuperad, väldränerad terräng med torra gräsmarker eller buskstäpp med lättgrävd jord som sandjord, gärna med malörtsväxter. Höjdmässigt lever de från 1 500 m till över trädgränsen. Arten gräver ett komplicerat, underjordiskt bo med många utgångar och ofta även kontakt med andra bon. Arten sover lång vintersömn, från slutet av juli/början av september till tidig vår.

### Föda och predation
Urocitellus elegans är i huvudsak växtätare med tonvikt på gröna växtdelar, som löv och gräs. De kan även ta stjälkar, blommor, frön och rötter. När det råder brist på växtföda kan arten även äta insekter som gräshoppor, syrsor och larver samt fågelägg och i undantagsfall as.
Arten utgör själv föda för hökar, prärievargar, vesslor, nordamerikansk grävling, rävar och ormar (bland annat Pituophis melanoleucus). Dessutom förekommer böldpest inom populationen, vilken även kan överföras via loppor.

### Fortplantning
Parningen sker normalt strax efter vintersömnens upphörande sent i mars eller april. Efter en dräktighet på mellan 22 och 23 dygn får honan 1 till 11 ungar (vanligen 6 till 7). Dessa är outvecklade, nakna och blinda, med en vikt omkring 6 g vardera. Ungarna dias tills de är mellan 4 och 6 veckor gamla, men vågar sig inte utanför bohålan förrän vid 6 till 7 veckors ålder.

## Utbredning
Utbredningsområdet är uppdelat i tre åtskilda subpopulationer, en för varje underart: U. e. elegans finns i norra Colorado, södra Wyoming, västligaste Nebraska och nordöstligaste Utah; U. e. aureus finns i sydvästra Montana och intilliggande Idaho medan U. e. nevadensis förekommer i norra centrala Nevada, sydvästra Idaho och möjligen även sydöstligaste Oregon. Den sista underarten är den ovanligaste av de tre.

## Status
IUCN kategoriserar arten globalt som livskraftig. Man har dock kunnat konstatera vissa möjliga hot: Främsta faran är habitatförlust, i synnerhet genom uppodling. Arten betraktas som ett skadedjur inom jordbruket, och många individer förgiftas därför. Pest är dessutom en vanlig dödsorsak inom arten.